# Ines Reiger
Ines Reiger Dominik (* 2. Februar 1961 in Wien) ist eine österreichische Jazzsängerin und Musikpädagogin.

## Leben und Wirken
Reiger studierte Musical, Operette und Schauspiel, Jazzgesang sowie Theater- und Musikwissenschaft. Sie arbeitete mit Musikern wie Peter Herbolzheimer, Bill Dobbins, Heinz von Hermann, Wayne Darling, Richard Oesterreicher, Teddy Ehrenreich, Ellis Marsalis, Harry Belafonte und Tony Christie zusammen. Ab 1981 war sie Solistin bei zahlreichen Rundfunkproduktionen, auch mit der WDR Big Band Köln.
Sie trat bei Jazzfestivals wie dem Kärnten International, der Goldenen Lyra Bratislava, dem Ballerup Jazzfestival, der Jazzconvention New Orleans, dem Jazzfest Wien und dem Jazzherbst Salzburg auf. Außerdem sang sie bei Aufführungen in München und Zürich die Maria Magdalena im Musical Jesus Christ Superstar.
Seit 2002 unterrichtet Reiger Gesang an der Universität für Musik und darstellende Kunst Wien. Daneben hat sie Lehraufträge an der Kunstuniversität Graz, der Musik- und Kunstuniversität Wien, der Musikhochschule Weimar und der Scuola di Musica 55 Triest und gibt Workshops u. a. in Dänemark, Deutschland,  Italien, Ungarn, Slowenien, den USA, Mexiko und Südkorea.
Sie entwickelte Natural Voice Training (NVT), eine Gesangstechnik im Jazz/Pop. Seit Juni 2007 ist sie als Moderatorin bei Ö1 für die Jazznacht tätig.

## Diskographische Hinweise
- Angel Eyes
- Heavens´s Waitin
- Europlane Orchestra Plays Kurt Weill
- Blue Moon (mit Thomas Huber)
- Teach Me Tonight